# Paz de Dresde
La Paz de Dresde fue un tratado firmado el 25 de diciembre de 1745 entre Austria, Prusia y Sajonia, tras la victoria prusiana en la batalla de Kesselsdorf. Según los términos del acuerdo, Federico II de Prusia reconocía a Francisco de Lorena como Emperador del Sacro Imperio Romano Germánico. A cambio Prusia mantenía el control de Silesia, territorio que había conquistado a lo largo de dos campañas militares conocidas como las "Guerras de Silesia" (1740-1742 y 1744-1745). El tratado firmado en Dresde marcó el fin de la segunda guerra de Silesia.